# Karl Borromäus von Miltitz

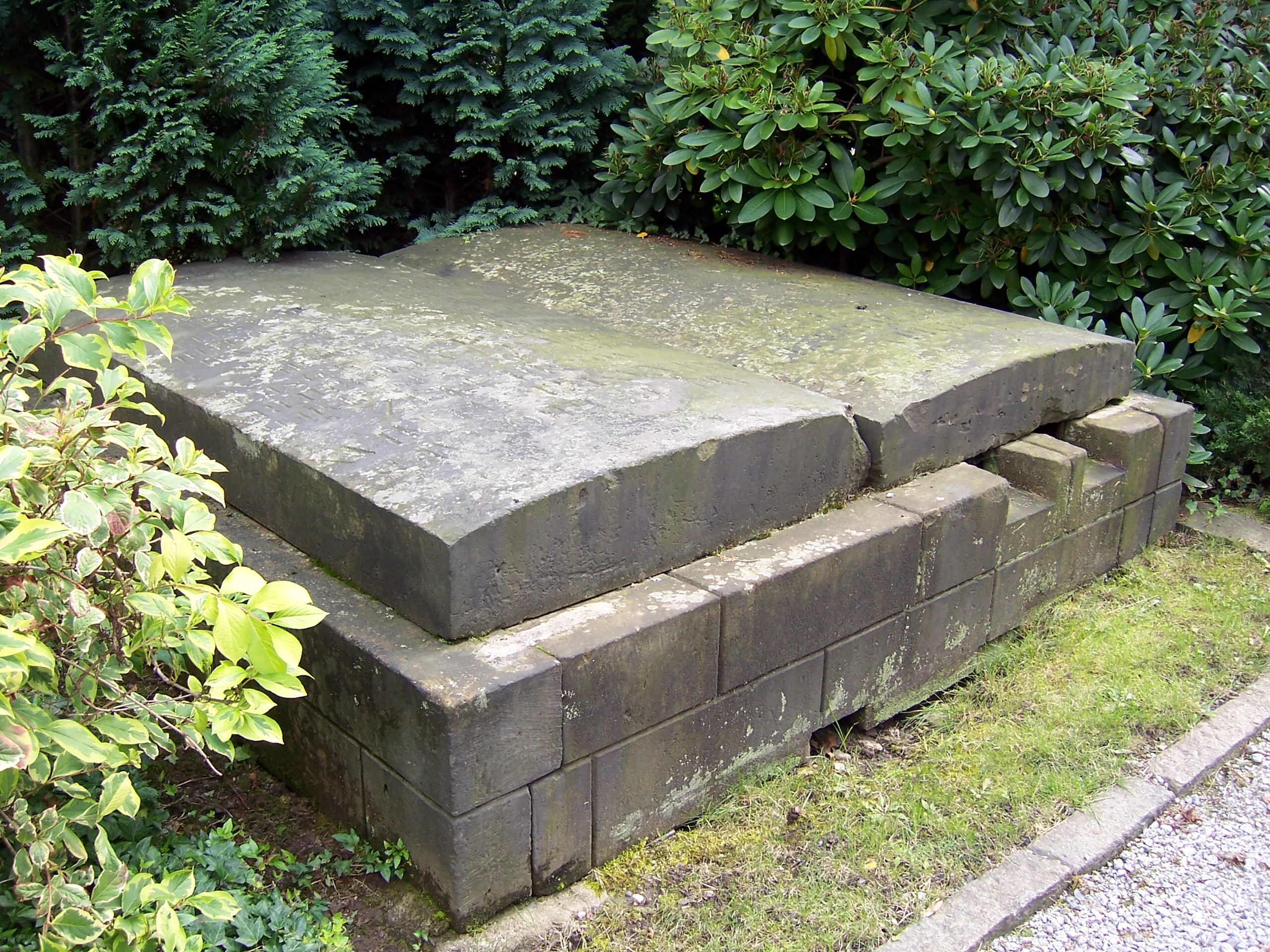
Karl Borromäus von Miltitz grav i Dresden.

Karl Borromäus Alexander Stephan von Miltitz, född 9 november 1781 i Dresden, Kurfurstendömet Sachsen, Tyskromerska riket, död där 19 januari 1845, var en tysk skald, tonsättare och musikskriftställare.
Miltitz deltog som ryttmästare vid ett österrikiskt dragonregemente i befrielsekriget 1812. Han studerade därefter kontrapunkt under Christian Theodor Weinlig och inriktade sig helt på litteratur och musik. Han hade redan tidigare, som officer vid gardet i Dresden, erhållit undervisning i musikteori av Christian Ehregott Weinlig och brevväxlat med Johann Friedrich Rochlitz.
Miltitz företog 1820 en resa till Italien, varunder han skrev sina Orangenblätter, vilka 1822–25 utkom i tre band, och innehåller notiser om dåvarande musiktillstånd såväl i Tyskland som i Italien, var medarbetare i "Cæcilia" och i "Allgemeine musikalische Zeitung". Han var senare prins Johans (sedermera kungens av Sachsen) överhovmästare.
Miltitz komponerade en mässa, ouvertyrer, operorna Saul och Georg Czerny, sånger och pianokompositioner. Han invaldes 1835 som ledamot av Kungliga Musikaliska Akademien i Stockholm.